# Esplegares
Esplegares település Spanyolországban, Guadalajara tartományban. Esplegares Abánades, Sotodosos, Saelices de la Sal, Riba de Saelices, Huertahernando és Sacecorbo községekkel határos. Lakosainak száma 33 fő (2024).

## Népesség
A település népessége az utóbbi években az alábbiak szerint változott:
| Lakosok száma | 61   | 54   | 52   | 46   | 44   | 41   | 43   | 38   | 39   | 33   |
|               | 2001 | 2004 | 2006 | 2009 | 2011 | 2014 | 2016 | 2019 | 2021 | 2024 |